# Vukašin Jovanović
Vukašin Jovanović, cyr. Вукашин Јовановић (ur. 17 maja 1996 w Belgradzie) – serbski piłkarz, grający na pozycji obrońcy we francuskim klubie Girondins Bordeaux.

## Kariera klubowa
Wychowanek FK Crvena zvezda, w barwach którego rozpoczął karierę piłkarską w 2014. Nie przebił się do podstawowej jedenastki Partizanu, dlatego był wypożyczony do FK Teleoptik. W lutym 2016 roku podpisał letni kontrakt z pierwszoligowym Zenit Petersburg. 31 stycznia 2017 roku został wypożyczony do Girondins Bordeaux. 14 lipca 2017 roku podpisał letni kontrakt z pierwszoligowym Girondins Bordeaux.
| Sezon   | Klub                      | Kraj      | Rozgrywki        | Mecze | Bramki | Rozgrywki Europy | Mecze | Bramki |
| ------- | ------------------------- | --------- | ---------------- | ----- | ------ | ---------------- | ----- | ------ |
| 2014/15 | FK Crvena zvezda          | Serbia    | Super liga       | 13    | 0      | -                | -     | -      |
| 2015/16 | FK Crvena zvezda          | Serbia    | Super liga       | 19    | 2      | Liga Europy UEFA | 1     | 0      |
| 2016/17 | Zenit Petersburg          | Rosja     | Priemjer-Liga    | 0     | 0      | -                | -     | -      |
| 2016/17 | Girondins Bordeaux (wyp.) | Francja   | Ligue 1          | 8     | 0      | -                | -     | -      |
| 2017/18 | Girondins Bordeaux        | Francja   | Ligue 1          | 16    | 0      | -                | -     | -      |
| 2017/18 | SD Eibar                  | Hiszpania | Primera División | 0     | 0      | -                | -     | -      |

Stan na: 5 lutego 2018 r.